# Base (kemi)
 For alternative betydninger, se Base. (Se også artikler, som begynder med Base)
En base er et molekyle eller en ion, der ifølge den danske kemiker Johannes Brønsteds definition kan optage en eller flere hydroner (en proton eller hydrogenion, H+), eller som ifølge den amerikanske kemiker Gilbert Lewis' definition er i stand til at danne en kovalent binding ved at afgive et elektronpar. Den første kategori kaldes Brønsted-baser, mens den anden kategori kaldes Lewisbaser.
I vandig opløsning danner de fleste baser hydroxidioner (OH−). Baser med denne egenskab kaldes også Arrhenius-baser (opkaldt efter den svenske kemiker Svante Arrhenius). Arrhenius havde den teori, at baser indeholdt hydroxidioner, og at disse blev frigivet, når en base blev opløst i vand. Hans teori kunne dog ikke forklare, hvorfor f.eks. ammoniak (NH3) og ammoniaks organiske derivater, aminerne, også dannede OH- i vandig opløsning. Ammoniak reagerer med vand under dannelse af ammoniumioner (NH4+) og hydroxid. I denne reaktion er ammoniak basen, fordi ammoniakmolekylerne optager hydroner fra vandmolekylerne (H2O), der således fungerer som en syre (i andre sammenhænge kan vand dog fungere som base – vand er en såkaldt amfolyt).
Basers evne til at optage en eller flere hydroner skyldes som regel, at basen har et eller flere ledige elektronpar, der kan danne en kovalent binding med en hydron (basen er da en Brønsted-base) eller, generelt, elektrofiler (basen er da en Lewis-base – da en hydron også er en elektrofil, er de fleste Brønsted-baser tillige Lewis-baser).
En vandig opløsning af en base har en pH højere end 7. En vandig basisk opløsning kan lede elektrisk strøm ligesom andre opløsninger af ioner, salte og syrer (se elektroforese).
Baser kan opfattes som syrers kemiske modsætning. Nogle stærke syrer er dog tillige i stand til at reagere som baser. Baser og syrer anses for hinandens modsætninger, fordi syrer øger koncentrationen af hydroniumioner (H3O+) i en vandig opløsning, hvorimod baser mindsker H3O+-koncentrationen. En reaktion mellem en syre og en base kaldes en neutralisation. I en neutralisationsreaktion reagerer en vandig opløsning af en base med en vandig opløsning af en syre, hvorved der dannes en opløsning af vand og et salt, i hvilken saltet er opløst som ioner.
Begrebet "base" blev introduceret af den franske kemiker Guillaume François Rouelle i 1754. Han observerede, at syrer (der på det tidspunkt mest var flygtige væsker som f.eks. eddikesyre) kun omdannedes til salte, når de blandedes med bestemte substanser. Det førte Rouelle til den overvejelse, at disse substanser tjente som en "basis" for saltene og gav dem "konkret og fast form". 
Både syrer og baser skal ved bortskaffelse afleveres som farligt affald efter kommunens anvisninger – det gælder også mange rengøringsmidler, der ofte indeholder en stærk base.

## Eksempler på baser
Baser inddeles generelt i stærke og svage baser afhængigt af deres evne til at deprotonisere svage syrer som f.eks. vand. Stærke baser deprotoniserer meget, svage baser kun lidt.

### Stærke baser
- NaOH (natriumhydroxid) er en stærk base, der består af ionerne Na+ og OH-. Natriumhydroxid bruges bl.a. til at rense tilstoppede afløb, fremstille sæbe og til at afsyre træ. Natriumhydroxid har flere handelsnavne såsom kaustisk soda, ætsnatron, natronlud og flydende afløbsrens.
- KOH (kaliumhydroxid) er også en stærk base og bruges bl.a. til sæbefremstilling.

### Svage baser
- NH3 (ammoniak) er en svag base, der bl.a. bruges som gødning i landbruget eller i blomsterbede.
- Stærke syrers korresponderende baser er svage baser, f.eks. svovlsyrlings (H2SO3) korresponderende base, hydrogensulfit (HSO3-), eller saltsyres korresponderende base, klorid (Cl−).
- Visse svage syrers korresponderende baser er svage baser, f.eks. eddikesyres korresponderende base, CH3COO-
- Purinerne adenin og guanin og pyrimidinerne cytosin, thymin og uracil benævnes nukleobaser på grund af deres forekomst i nukleinsyrerne, hvor de som basepar i DNA udgør den altafgørende del af den fundamentale struktur for arvemassen, som basepar mellem DNA og RNA sørger for aflæsningen af den genetiske kode, og som basepar i RNA bestemmer den rumlige struktur af molekylerne.
- Sæber er svage baser, idet de indeholder en (eller flere) fedtsyrers korresponderende base.

## Eksempler på syre-base-reaktioner
- Reaktionen mellem gasserne ammoniak (NH3) og hydrogenchlorid (HCl).
- Ligevægtsreaktionen i almindeligt vand mellem uladede vandmolekyler (H2O), hydroxidioner (OH-) og hydroniumioner (H3O+).